# Campionato delle nazioni africane 2020
Il campionato delle nazioni africane 2020 è stato la sesta edizione della competizione omonima, che si distingue dalla Coppa delle nazioni africane per il fatto che ogni nazionale può convocare solo calciatori che giocano nel proprio campionato nazionale.
Il torneo avrebbe dovuto tenersi in Etiopia da gennaio a febbraio 2020, poi si decise di spostarlo in Camerun e di posticiparlo, facendolo disputare dal 4 al 25 aprile 2020. A causa della pandemia di COVID-19, è stato posticipato al gennaio-febbraio 2021, in Camerun. Ha visto la partecipazione di 16 squadre.
Il trofeo è stato vinto dal Marocco, che ha battuto per 2-0 in finale il Mali.

## Squadre partecipanti
| Zona            | Squadra             |
| --------------- | ------------------- |
| Zona Nord       | Marocco             |
| Zona Nord       | Libia               |
| Zona Ovest A    | Guinea              |
| Zona Ovest A    | Mali                |
| Zona Ovest B    | Burkina Faso        |
| Zona Ovest B    | Niger               |
| Zona Ovest B    | Togo                |
| Zona Centro     | Camerun (ospitante) |
| Zona Centro     | Rep. del Congo      |
| Zona Centro     | RD del Congo        |
| Zona Centro-Est | Ruanda              |
| Zona Centro-Est | Tanzania            |
| Zona Centro-Est | Uganda              |
| Zona Sud        | Namibia             |
| Zona Sud        | Zambia              |
| Zona Sud        | Zimbabwe            |

## Stadi
Sono tre le città che hanno ospitato il torneo: Yaoundé, Limbe e Douala, per un totale di quattro stadi. Le sedi sono state annunciate il 24 febbraio 2020.
| Stadio di Japoma      | Stadio della Riunificazione |
| Capienza: 50 000      | Capienza: 30 000            |
|                       |                             |
| Yaoundé               | Limbe                       |
| Stadio Ahmadou Ahidjo | Stadio di Limbe             |
| Capienza: 42 500      | Capienza: 20 000            |
|                       |                             |

## Fase a gironi

### Gruppo A
| Pos. | Squadra      | Pt | G | V | N | P | GF | GS | DR |
| ---- | ------------ | -- | - | - | - | - | -- | -- | -- |
| 1.   | Mali         | 7  | 3 | 2 | 1 | 0 | 3  | 1  | +2 |
| 2.   | Camerun      | 5  | 3 | 1 | 2 | 0 | 2  | 1  | +1 |
| 3.   | Burkina Faso | 4  | 3 | 1 | 1 | 1 | 3  | 2  | +1 |
| 4.   | Zimbabwe     | 0  | 3 | 0 | 0 | 3 | 1  | 5  | -4 |

### Gruppo B
| Pos. | Squadra        | Pt | G | V | N | P | GF | GS | DR |
| ---- | -------------- | -- | - | - | - | - | -- | -- | -- |
| 1.   | RD del Congo   | 7  | 3 | 2 | 1 | 0 | 4  | 2  | +2 |
| 2.   | Rep. del Congo | 4  | 3 | 1 | 1 | 1 | 2  | 2  | 0  |
| 3.   | Niger          | 2  | 3 | 0 | 2 | 1 | 2  | 3  | -1 |
| 4.   | Libia          | 2  | 3 | 0 | 2 | 1 | 1  | 2  | -1 |

### Gruppo C
| Pos. | Squadra | Pt | G | V | N | P | GF | GS | DR |
| ---- | ------- | -- | - | - | - | - | -- | -- | -- |
| 1.   | Marocco | 7  | 3 | 2 | 1 | 0 | 6  | 2  | +4 |
| 2.   | Ruanda  | 5  | 3 | 1 | 2 | 0 | 3  | 2  | +1 |
| 3.   | Togo    | 3  | 3 | 1 | 0 | 2 | 4  | 5  | -1 |
| 4.   | Uganda  | 1  | 3 | 0 | 1 | 2 | 3  | 7  | -4 |

### Gruppo D
| Pos. | Squadra  | Pt | G | V | N | P | GF | GS | DR |
| ---- | -------- | -- | - | - | - | - | -- | -- | -- |
| 1.   | Guinea   | 5  | 3 | 1 | 2 | 0 | 6  | 3  | +3 |
| 2.   | Zambia   | 5  | 3 | 1 | 2 | 0 | 3  | 1  | +2 |
| 3.   | Tanzania | 4  | 3 | 1 | 1 | 1 | 3  | 4  | -1 |
| 4.   | Namibia  | 1  | 3 | 0 | 1 | 2 | 0  | 4  | -4 |

## Fase a eliminazione diretta

### Tabellone
|  | Quarti di finale     | Quarti di finale   |                      |         | Semifinali                | Semifinali                |  |  | Finale              | Finale |
|  |                      |                    |                      |         |                           |                           |  |  |                     |        |
|  | 30 gennaio - Yaoundé |                    |                      |         |                           |                           |  |  |                     |        |
|  |                      |                    |                      |         |                           |                           |  |  |                     |        |
|  | Mali (dtr)           | 0 (5)              |                      |         |                           |                           |  |  |                     |        |
|  | Mali (dtr)           | 0 (5)              | 3 febbraio - Douala  |         |                           |                           |  |  |                     |        |
|  | Rep. del Congo       | 0 (4)              |                      |         |                           |                           |  |  |                     |        |
|  | Rep. del Congo       | 0 (4)              | Mali (dtr)           | 0 (5)   |                           |                           |  |  |                     |        |
|  | 31 gennaio - Limbe   |                    | Mali (dtr)           | 0 (5)   |                           |                           |  |  |                     |        |
|  |                      | Guinea             | 0 (4)                |         |                           |                           |  |  |                     |        |
|  | Guinea               | Guinea             | 0 (4)                | 1       |                           |                           |  |  |                     |        |
|  | Guinea               |                    | 7 febbraio - Yaoundé | 1       |                           |                           |  |  |                     |        |
|  | Ruanda               | 0                  |                      |         |                           |                           |  |  |                     |        |
|  | Ruanda               | 0                  | Mali                 | 0       |                           |                           |  |  |                     |        |
|  | 31 gennaio -Douala   |                    | Mali                 | 0       |                           |                           |  |  |                     |        |
|  |                      | Marocco            | 2                    |         |                           |                           |  |  |                     |        |
|  | Marocco              | Marocco            | 2                    | 3       |                           |                           |  |  |                     |        |
|  | Marocco              | 3 febbraio - Limbe |                      | 3       |                           |                           |  |  |                     |        |
|  | Zambia               | 1                  |                      |         |                           |                           |  |  |                     |        |
|  | Zambia               | 1                  | Marocco              | 4       | Finale per il terzo posto | Finale per il terzo posto |  |  |                     |        |
|  | 30 gennaio - Douala  |                    | Marocco              | 4       | Finale per il terzo posto | Finale per il terzo posto |  |  |                     |        |
|  |                      | Camerun            | 0                    |         |                           |                           |  |  |                     |        |
|  | RD del Congo         | Camerun            | 0                    | 1       | Guinea                    | 2                         |  |  |                     |        |
|  | RD del Congo         |                    |                      | 1       | Guinea                    | 2                         |  |  |                     |        |
|  | Camerun              | 2                  |                      | Camerun | 0                         |                           |  |  |                     |        |
|  | Camerun              | 2                  |                      |         | 0                         |                           |  |  |                     |        |
|  |                      |                    |                      |         |                           |                           |  |  | 6 febbraio - Douala |        |
|  |                      |                    |                      |         |                           |                           |  |  |                     |        |